# Marie-Josèphe Jude
Marie-Josèphe Jude (Niza, Provenza-Alpes-Costa Azul, 25 de febrero de 1968) es una pianista francesa.

## Biografía
Nacida de padre francés, magistrado, y de madre chino-vietnamita, es en Niza donde Marie-Josèphe Jude sigue sus primeras lecciones de arpa y de piano. Animada por György Cziffra, entra a la edad de 13 años al Conservatorio nacional superior de música de París donde recibe la enseñanza de Aldo Ciccolini para el piano y de Jean Hubeau para la música de cámara. Obtiene, apenas tres años más tarde, un primer premio de piano, así como una licenciatura de arpa en la Escuela normal de música de París. Fue admitida en el ciclo de perfeccionamiento, en la clase de Jean-Claude Pennetier.
Es la intérprete favorita del compositor Maurice Ohana, pero trabaja también el repertorio clásico y romántico. Fue finalista del Concurso internacional de piano Clara-Haskil en 1989 y obtiene la Victoria de la música clásica « Nuevos Talentos » en 1995.
Es invitada regularmente en numerosos festivales como la Folle Journée de Nantes, bajo la dirección de René Martin.
Graba esencialmente para el sello Lyrinx, que la ha dado a conocer por el primer volumen de la integral de las obras para piano solo de Brahms (iniciada en 1993). Sus grabaciones han sido a menudo recompensadas por la prensa especializada, sobre todo aquellas consagradas a Brahms, a Mendelssohn, a Clara Schumann, a Dutilleux, a Ohana y a André Jolivet. Ha grabado por otra parte las Danzas húngaras de Brahms en la transcripción para piano a cuatro manos con Jean-François Heisser, del cual fue asistente en el conservatorio de París. En octubre de 2011, publica un álbum Beethoven, con tres sonatas (Patética, Appassionata y Los Adioses).
Ha sido contratada por el conservatorio de Lyon en septiembre de 2012, como consecuencia de la salida de Denis Pascal.
Su hermano, Charles Jude, es un antiguo bailarín estrella y actual director del ballet del gran Teatro de Burdeos.
Después de haber sido la compañera del pianista Jean-François Heisser, Marie-Josèphe Jude vive actualmente en compañía del pianista Michel Béroff.